# Poděbradský trpaslík
Poděbradský trpaslík je litinová socha stojící v lázeňském parku v Poděbradech. Do parku byla umístěna roku 1938. Roku 1960 byla z parku odstraněna jako „buržoazní kýč“. Do parku byla vrácena až roku 1997.

## Historie
Trpaslík byl od počátku součástí květinových hodin v lázeňském parku. Správce poděbradské hydroelektrárny Novotný se pro myšlenku květinových hodin nadchl při návštěvě Žitavy. Se svými kolegy vytvořil hodinový stroj, který byl roku 1936 umístěn na kolonádu. Hodiny byly doplněny bohatou květinovou výsadbou a provizorním trpaslíkem ze zahrady pana Novotného. Roku 1938 firma Josef Berounský ze Svratky vyrobila nového litinového trpaslíka, který měl pohyblivou ruku s kladívkem, kterou odbíjel čas na plechovou muchomůrku.
V době komunistického režimu byl trpaslík označen za buržoazní kýč a roku 1960 byl odstraněn. Nahradilo jej rudé laminátové srdce. Z technických služeb trpaslíka zachránila paní Anna Vodičková, která jej v 70.–80. letech měla na své chatě v Albrechticích.
Dne 9. května 1997 byl trpaslík vrácen na své původní stanoviště vedle květinových hodin, kde zůstal dalších téměř 10 let. Roku 2006 byl při revitalizaci parku přesunut pod nedaleké smuteční vrby, neboť neladil se změněnou podobou květinových hodin. Přesun vyvolal spory mezi místními politiky. Na jaře 2007 se trpaslík nakrátko vrátil na původní místo. Na jaře 2008 byl ale vrácen zpět pod vrby. Tam zůstal i poté, co květinovým hodinám byla roku 2011 vrácena původní podoba.